# 신치쿠 공습
신치쿠 공습(중국어: 新竹空襲, 일본어: 新竹空襲)은 태평양 전쟁 중인 1943년 11월 25일 중화민국 공군과 미국 육군 항공대가 신주 공군기지를 공습한 사건이다.

## 배경
1937년 중일 전쟁이 발발하자 중화민국 공군은 1938년 2월 23일 소비에트 자원군과의 공동작전으로 투폴레프 SB 폭격기 28대로 일본 측 도양폭격 출격 거점이었던 타이베이시 근교의 쑹산 비행장을 공습했다. 이는 외지를 포함한 넓은 의미에서 사상 최초의 일본 본토 공습이었지만, 유탄으로 인해 쑹산 비행장과 신치쿠시 주변 촌락에서 민간인에게 약간의 피해가 발생했을 뿐이었다. 1938년 5월 20일과 5월 30일에는 중화민국 공군 소속의 마틴 B-10 폭격기 일부가 규슈로 날아와 선전 전단을 살포했지만, 이후 중화민국군의 일본 본토 공습은 끊겼다.
1941년 7월, 미국은 중화민국을 원조하기 위해 중화민국 공군 소속 의용항공부대로 플라잉 타이거스(AVG)를 영국령 버마에 파견하였고, 태평양 전쟁 발발 이후인 1942년 7월에는 미국 육군 항공대의 정규 부대인 제10공군 예하의 중국 항공 임무 부대(CATF)를 조직하고 있었다. 1943년 3월에는 중국 전역을 담당하는 제14공군이 신설되었고, 1943년 10월에는 별도의 다국적 부대인 중국-미국 혼성항공단(CACW)도 창설되었다. 미국 공군이 장비한 기종은 커티스 P-40 워호크 전투기와 노스 아메리칸 B-25 미첼 중형 폭격기를 주력으로 하였고, 신형 록히드 P-38 라이트닝 전투기와 컨살러데이티드 B-24 리버레이터 중폭격기도 배치되었으며 1943년 가을에는 노스아메리칸 P-51 무스탕 전투기가 소수 도착하였다. 쿤밍시에 거점을 둔 중국 항공임무부대는 1942년 10월 25일 홍콩 공습을 시작으로 장거리 공습을 시작해 헝양과 구이린 등을 전진기지로 삼아 홍콩과 한커우를 공격했다.
중국 항공 임무 부대를 이끄는 클레어 셔놀트는 1943년 워싱턴 회의에서 일본 해상 통신의 요충지인 대만을 공격하는 전략적 의의를 주장하였고, 미국과 영국의 정상은 셔놀트의 의견을 받아들였다. 이후 1943년 가을 항속거리가 긴 P-51 전투기가 배치됨에 따라 그동안 호위전투기의 수반이 어려웠던 대만에 대한 장거리 공격이 계획될 수 있었다. 다만 중국 버마 인도 전역의 미국 육군 사령관이었던 조지프 스틸웰은 중국 전선에서의 일본군의 공세를 유발할 위험이 있다며 작전에 반대했었다.
반면 일본군의 대만 방공체제는 허술했다. 중일 전쟁이 발발한 지 얼마 되지 않은 1937년 8월 대본영에서 대만의 방공에 대한 명령이 하달되면서 전투기 1개 중대·고사포 2개 중대가 대만으로 전개되었으나 이듬해인 1938년 11월에는 경계 태세가 완화되었다. 태평양 전쟁 시작 후에도 필리핀 공략이 끝나자 대만은 후방 거점이 됐기 때문에 방위전력은 거의 없었다. 1943년 3월에 중국 대륙에서의 연합국 항공 부대의 활동 활발화에 맞서 일본 육군의 비행 54전대 1개 중대가 대만으로 진출했는데, 이 유일한 전투기 부대도 팔렘방 유전을 방공하기 위해 1943년 9월 전진배치 되었다. 대만에는 교육항공부대가 다수가 존재하였고, 신치쿠 비행장의 신치쿠 해군항공대에서만 미츠비시 G3M 105대를 보유했다. 경계용 대공 레이더로는 양밍산에 초단파초계기 오츠가 일단 배치되어 있었으나 저공목표 탐지는 어려웠다.

## 폭격

### 작전 준비
미 제14공군은 공습이 개시되기 몇 달 전 동안 대만 상공에서 비행 정찰을 실시했다. 일본 측에서도 1943년 11월 대만으로 날아온 적 정찰기를 발견했었다. 연합군은 쑤이촨현에 전진기지를 정비했다. 1943년 11월 24일 밤 B-25 폭격기 14대가 제14공군 소속 P-51 전투기, P-38 전투기 8대의 호위를 받으며 쑤이촨 전진기지로 진출했다. B-25 폭격기 중 6대는 중국인 조종사가 조종하고 있었고 다른 4명의 중국인 항법사가 탑승하고 있었다.

### 신치쿠 공습
1943년 11월 25일 오전 10시 05분 B-25 폭격기 14대와 P-51 전투기 7대, P-38 전투기 8대가 쑤이촨 기지에서 출격했다. 연합국 군용기들은 공중에서 집합한 뒤 타이완 방면으로 진격하였고, 일본 측 레이더로 발견되는 것을 피하기 위해 저공 비행으로 타이완 해협을 건넜다 .일본군 레이더는 적기를 탐지하지 못했고 공습경보 발령은 실제로 공격이 시작된 뒤에야 이루어졌다. 연합군 비행편대는 일본 해군의 신치쿠 기지 상공에 이르렀는데, P-38 전투기가 첫 공격을 맡았고, 뒤이어 B-25 폭격기와 호위하는 P-51 전투기가 고도 300m에서의 저공공격을 가했다. B-25는 60kg과 10kg의 소형폭탄을 다수 투하했다. 기습을 당한 일본군은 다수의 항공기를 주기장에 정렬한 상태였다. 일본 해군은 교육부대가 보유한 소수의 전투기를 이륙시켜 요격을 시도했으나, 일본 측 전투기는 이륙하기 충분한 고도에 다다르기도 전에 격추되었다. 연합군 항공기는 일방적인 공격을 가한 뒤 귀환했다.

## 같이 보기
- 쑹산 공습